# Ailiichthys punctata
Ailiichthys punctata és una espècie de peix de la família dels esquilbèids i de l'ordre dels siluriformes que es troba a Àsia: el Pakistan, l'Índia i Bangladesh.
Els mascles poden assolir 10 cm de longitud total.
És ovípar i els ous no són protegits pels pares. És un peix d'aigua dolça i de clima tropical.